# نادي كرويا باكروييس
نادي كرويا باكروييس لكرة القدم (Kruoja Pakruojo futbolo klubas) هو نادي كرة قدم ليتواني يقع مقره في مدينة باكروجيس، تأسس سنة 2001.